# Iperyt (zespół muzyczny)
Iperyt – polska grupa muzyczna wykonująca muzykę z pogranicza black i death metalu z wpływami industrialu. Zespół powstał w 2005 roku w Katowicach. Grupa powstała z inicjatywy muzyków występujących dotychczas w grupach Infernal War oraz Mastiphal. W swej twórczości grupa porusza takie zagadnienia jak śmierć, morderstwo czy ludobójstwo. Członkowie formacji zaprzeczają powiązaniom z ruchem NSBM.

## Historia
W 2005 roku nakładem wytwórni muzycznej Agonia Records ukazał się debiutancki minialbum grupy pt. Particular Hatred. 7 listopada 2006 roku ponownie nakładem Agonia Records ukazał się pierwszy album grupy pt. Totalitarian Love Pulse. Wydawnictwo zostało zarejestrowane w studiu Post Street wiosną 2005 roku, natomiast miksowanie i mastering zostały wykonane w gliwickim studiu HH.. Hellhound o twórczości zespołu wypowiedział się w następujący sposób:

Sami staramy się nie nadużywać określenia black metal w odniesieniu do tego, co robimy. Jesteśmy związani z tą sceną, wiele naszych dźwięków ma taką właśnie genezę, ale aż roi się tutaj od innych wpływów. Komponując nie zastanawiamy się nad tym czy to, co właśnie wymyśliliśmy jest riffem blackmetalowym czy deathmetalowym, czy może to już grind. Czy automat gra speedcore'a, czy może gabber, czy może właśnie przypomina żywe bębny, a może za chwilę będzie zalatywał breakbeatem albo breakcorem. Najważniejsze, żeby kopało dupę jako całość. Najgorsze byłoby dla nas, gdybyśmy weszli w coś za daleko i zamknęli się w jakiejś jednej konwencji.

W 2009 roku grupa przystąpiła do realizacji drugiego albumu pt. No State of Grace. Płyta ukazała się 15 lutego 2011 roku nakładem Iperyt Productions w dystrybucji Witching Hour Productions.

## Dyskografia
- Particular Hatred (EP, 2005, Agonia Records)
- Totalitarian Love Pulse (2006, Agonia Records)
- No State of Grace (2011, Iperyt Productions, Witching Hour Productions)
- The Patchwork Gehinnom (2017, Pagan Records)